# Granice płuc
Granice płuc, dolne granice płuc – parametr określany opukiwaniem podczas badania fizykalnego. Granicę określa zmiana charakteru wypuku z jawnego na stłumiony lub bębenkowy. Nad prawym płucem dolną granicę określa stłumienie nad wątrobą. Natomiast nad lewym płucem dolna granica jest uwarunkowana stłumieniem nad sylwetką serca, lewym płatem wątroby oraz śledzioną. Parametr ten ma znaczenie w diagnozowaniu i różnicowaniu chorób okładu oddechowego.
Podczas rozwoju dziecka granice płuc przesuwają się ku dołowi.

## Fizjologiczne dolne granice płuc
| Linie topograficzne        | Płuco prawe      | Płuco lewe        |
| -------------------------- | ---------------- | ----------------- |
| Linia przymostkowa         | VI żebro         |                   |
| Linie środkowo-obojczykowa | VI żebro         | VI żebro          |
| Linia pachowa środkowa     | VIII żebro       | VIII żebro        |
| Linia łopatkowa            | X żebro          | X żebro           |
| Linia przykręgosłupowa     | X kręg piersiowy | XI kręg piersiowy |

| Linie topograficzne        | Płuco prawe       | Płuco lewe        |
| -------------------------- | ----------------- | ----------------- |
| Linia środkowo-obojczykowa | V p.m.ż.          |                   |
| Linia pachowa środkowa     | VI p.m.ż.         | VI p.m.ż.         |
| Linia przykręgosłupowa     | IX kręg piersiowy | IX kręg piersiowy |

## Nieprawidłowości w badaniu
Przesunięcie dolnej granicy płuc w górę świadczy o zmniejszonym wymiarze płuca (anatomicznym lub czynnościowym). Może zostać to spowodowane wadami anatomicznymi, uciskiem na miąższ płuca, procesami destrukcyjnymi (np. włóknienie płuc) lub zaburzeniem powietrzności płuca. Do najczęstszych przyczyn przesunięcia dolnej granicy płuc w górę należą m.in.:
- Płyn w jamie opłucnej
- Nowotwory płuc
- Zapalenie płuc
- Niedodma
- Włóknienie płuc
- Wady anatomiczne płuc, śródpiersia
- Znaczne powiększenie narządów miąższowych jamy brzusznej (wątroby, śledziony)
- Przepukliny przeponowe